# ウィリアム・シェリング
ウィリアム・シェリング（William D. "Billy" Sherring、1878年9月18日 - 1964年9月5日）は、カナダの陸上競技選手である。彼は、アテネオリンピック（1906年）の男子マラソン金メダリストとして記録に残っている。

## 経歴
シェリングは、1900年代初めの世界的マラソン選手である。1900年のボストンマラソンでは、同郷のジャック・キャフェリーについで2位となった。また、彼はハミルトンでの「ベイロード周回競走」（en:Around the Bay Road Race）に2回勝っている。
彼は1906年のアテネオリンピックのカナダ代表に選ばれたが、資力が乏しかった。
シェリングはアテネへの旅費を調達するために、何とか金をかき集めた。彼はなけなしのその金を「Cicely」という名前の競走馬に賭け、幸運にも旅費を得ることができた。
シェリングはオリンピックの7週間前にアテネに到着し、現地の鉄道駅でポーターとして働いた。
本番のマラソン競走では、シェリングは殆ど全てのコースで先頭を走り、2時間51分23秒6のタイムで優勝した。ギリシャのゲオルギオス王子は、最後の50メートルをシェリングに伴走した。
シェリングには、生きた子羊と女神アテナの彫像が褒賞として贈られた。シェリングがカナダに凱旋した後、ハミルトン市は5000ドルの賞金を贈り、トロント市はさらに400ドルを贈った。
この凱旋の後、シェリングは間もなく現役を退き、1942年までハミルトン市の税関で働いた。
彼の死後、「ベイロード周回競走」は、「Billy Sherring Memorial Road Race」と改名された。ハミルトン市はこの名高いアスリートの功績を記念して、「Billy Sherring Park」を造った。